# 1638
Реформація •  Епоха великих географічних відкриттів •  Ганза •  Нідерландська революція •  Річ Посполита •  Запорозька Січ

## Геополітична ситуація
Османську імперію очолює Мурад IV (до 1640). Під владою османського султана перебувають Близький Схід та Єгипет, Середземноморське узбережжя Північної Африки, частина Закавказзя, значні території в Європі: Греція, Болгарія та Сербія. Васалами османів є Волощина та Молдова.
Священна Римська імперія — наймогутніша держава Європи. Її територія охоплює, крім німецьких земель, Угорщину з Хорватією, Богемію, Північну Італію. Її імператором є Фердинанд III з родини Габсбургів (до 1647). На території імперії триває Тридцятирічна війна.
Габсбург Філіп IV Великий є королем Іспанії (до 1665) та Португалії. Йому належать Іспанські Нідерланди, південь Італії, Нова Іспанія, Нова Гранада та Нова Кастилія в Америці, Філіппіни. Португалія, попри правління іспанського короля, залишається незалежною. Вона має володіння в Бразилії, в Африці, в Індії, на Цейлоні, в Індійському океані й Індонезії.
Північ Нідерландів займає Республіка Об'єднаних провінцій. Король Франції — Людовик XIII Справедливий (до 1643). Королем Англії є Карл I (до 1640). Король Данії та Норвегії — Кристіан IV Данський (до 1648), королева Швеції — Христина I (до 1654). На Апеннінському півострові незалежні Венеціанська республіка та Папська область.
Королем Речі Посполитої, якій належать українські землі, є Владислав IV Ваза (до 1648). На півдні України існує Запорозька Січ.
Царем Московії є Михайло Романов (до 1645). Існують Кримське ханство, Ногайська орда.
В Ірані правлять Сефевіди.
Значними державами Індостану є Імперія Великих Моголів, Біджапурський султанат, султанат Голконда, Віджаянагара. У Китаї править династія Мін, маньчжури утворили династію Цін. У Японії триває період Едо.

## Події

### В Україні
- Весною спалахнуло повстання Острянина.
- 3 червня почалася Жовнинська битва — вирішальна битва повстанців на чолі з Дмитром Гунею проти польсько-шляхетського війська. Бойові дії тривали до 7 серпня й завершилися капітуляцією козаків.
- У Варшаві страчено Павла Павлюка.
- Триває Азовське сидіння — окупація козаками Азова.
- Утворилася Микитинська Січ.

### У світі
- У польському місті Раків закрито социніанську школу.
- За наказом османського султана Мурада IV яничари задушили патріарха Кирила Лукаріса й викинули в море його тіло.
- Війська Мурада IV відбили Багдад у персів.
- Тридцятирічна війна:
  - Воюючи за французів, Бернард Саксен-Веймарський завдав 3 березня поразки імперцям поблизу Райнфельдена.
  - 5 березня Франція та Швеція підписали в Гамбурзі союзну угоду.
- Вісімдесятирічна війна: іспанці задали нідерландцям поразки в морській битві поблизу Калло.
- 28 лютого, після того як англійський архієпископ Лод в 1637 році спробував ввести англіканське богослужіння в Шотландії, шотландські пресвітеріани уклали Національний ковенант (громадську угоду), в якому поклялись захищати кальвіністську віру всіма можливими засобами.
- Вигнанці з колонії Массачусетської затоки засновали місто Нью-Гейвен.
- Засновано шведcьку колонію в Делавері — Нову Швецію.
- Англійські пірати утворили поселення в сучасному Белізі.
- Падишах Шах Джахан вирішив перенести столицю з Агри до Делі й запланував будівництво Червоного форту.
- Армія Шах Джанана та його синів відбила в персів Кандагар.
- Нідерландці здобули перемогу над португальцями на Цейлоні. Триває морська блокада нідерландським флотом Гоа.
- У Японії урядові війська, взявши фортецю Хара, придушили Сімабарське повстання.

## Народились
Див. також Категорія:Народились 1638
- 1 січня — Ґо-Сай, Імператор Японії.
- 11 січня — Ніколас Стено, данський анатом і геолог.
- 6 серпня — Ніколя Мальбранш (фр. Nicolas Malebranche), французький філософ-ідеаліст, глоловний представник оказіоналізму (пом. 1715).
- 5 вересня — Людовик XIV, французький король.
- 10 вересня — Марія Терезія Іспанська, жінка французького короля-«сонця» Людовика XIV.

## Померли
Див. також Категорія:Померли 1638
- Кирило Лукаріс